# Josef Kratochvíl (mineralog)
Akademik Josef Kratochvíl (28. července 1878 Žleby u Čáslavi – 1. listopadu 1958 Praha), prof., PhDr., DrSc., laureát státní ceny, byl český mineralog, petrolog, geolog a pedagog. Zaměřil se na historii dolování, ložiskovou mineralogii a především na topografickou mineralogii, jíž věnoval své celoživotní osmisvazkové dílo Topografická mineralogie Čech, které co do rozsahu nikdy nebylo překonané a ze kterého čerpaly generace geologů a mineralogů.
Původní vydání Topografické mineralogie Čech z  let 1937–1948 bylo pětisvazkové a dodatečně na přání čtenářů ho Kratochvíl doplnil o šestý svazek (1952): Rejstřík k topografické mineralogii Čech podle minerálů, ve kterém odrazil i nové názvosloví z roku 1948. Doplněné osmisvazkové vydání, které již rejstřík obsahovalo jako součást osmého svazku, vycházelo postupně od roku 1957 do roku 1966.
Vystudoval přírodopis, matematiku a fyziku na pražské univerzitě.
- 1899 – nastoupil jako asistent profesora Vrby v Národním muzeu
- 1901 – středoškolský profesor v Pelhřimově, Kladně a Praze
- 1920 – habilitace z petrografie na Karlově univerzitě
- 1924 – jmenován mimořádným profesorem petrografie a ředitelem petrografického ústavu
- 1928 – jmenován řádným profesorem[6]
- 1952 – jmenován akademikem ČSAV

Po akademikovi byl pojmenován minerál kratochvílit.

## Dílo
- Paměti z dějin města Žleb. [Brno]: GARN, 2015. Monografie měst, městeček a obcí, 165.
- Topografická mineralogie Čech